# Giulio Molinari
Giulio Molinari (* 25. April 1988 in Novara) ist ein italienischer Triathlet und dreifacher Staats- sowie dreifacher ETU-Europameister auf der Triathlon-Mitteldistanz (2014, 2016, 2018). Er wird in der Bestenliste italienischer Triathleten auf der Ironman-Distanz geführt.

## Werdegang
Im Oktober 2014 wurde er auf Mallorca Triathlon-Europameister über die Mitteldistanz. Giulio Molinari konnte 2013, 2014 und 2015 drei Mal in Folge den Kalterer See Triathlon gewinnen.
Im Mai 2015 wurde er in Rimini Triathlon-Vize-Europameister über die Mitteldistanz und 2016 konnte er den Erfolg von 2014 wiederholen. Bei seinem ersten Start auf der Langdistanz belegte er im April 2017 beim Ironman South Africa den achten Rang. Im September wurde er in Österreich Zweiter beim Challenge Walchsee-Kaiserwinkl (1,9 km Schwimmen, 90 km Radfahren und 21 km Laufen).
Bei den Ironman World Championships belegte er als bester Italiener im Oktober 2018 auf Hawaii den 20. Rang. Im Juni 2021 wurde der 33-Jährige Sechster bei der ETU-Europameisterschaft auf der Halbdistanz.

### Privates
Der Polizist Giulio Molinari lebt mit seiner Frau  in Caltignaga.

## Sportliche Erfolge
| Datum/Jahr    | Rang | Wettbewerb                                                     | Austragungsort    | Zeit     | Bemerkung               |
| ------------- | ---- | -------------------------------------------------------------- | ----------------- | -------- | ----------------------- |
| 9. Mai 2015   | 1    | Kalterer See Triathlon                                         | Kalterer See      | 01:53:01 |                         |
| 10. Mai 2014  | 1    | Kalterer See Triathlon                                         | Kalterer See      | 01:57:36 | [ 2 ]                   |
| 4. Mai 2013   | 1    | Kalterer See Triathlon                                         | Kalterer See      |          |                         |
| 11. Sep. 2010 | 39   | ITU Short Distance Triathlon World Championship U23            | Budapest          | 01:49:12 | U23-Weltmeisterschaft   |
| 28. Aug. 2010 | 18   | ETU Short Distance Triathlon European Championship U23         | Vila Nova de Gaia | 01:56:58 | U23-Europameisterschaft |
| 23. Juni 2006 | 8    | ETU Short Distance Triathlon European Championships Junior Men | Autun             | 01:01:27 |                         |

| Datum/Jahr    | Rang | Wettbewerb                                           | Austragungsort       | Zeit     | Bemerkung |
| ------------- | ---- | ---------------------------------------------------- | -------------------- | -------- | --- |
| 21. Juni 2021 | 6    | ETU Middle Distance Triathlon European Championships | Walchsee             | 03:44:57 | ETU-Europameisterschaft auf der Halbdistanz bei der Challenge Walchsee-Kaiserwinkl                                   |
| 28. Okt. 2018 | 1    | ETU Middle Distance Triathlon European Championships | Ibiza                | 02:51:35 | Europameister auf der Halbdistanz                                                                                    |
| 6. Mai 2018   | 1    | Challenge Riccione                                   | Riccione             |          | |
| 18. Juni 2017 | 1    | Ironman 70.3 Staffordshire                           | Staffordshire        | 04:01:10 | |
| 4. Juni 2017  | 1    | ITA Middle Distance Triathlon National Championships | Lovere               | 03:57:32 | Staatsmeister auf der Mitteldistanz                                                                                  |
| 7. Mai 2017   | 1    | Challenge Rimini                                     | Rimini               | 04:03:28 | |
| 30. Okt. 2016 | 1    | Challenge Sardinia                                   | Italien              | 04:00:10 | |
| 4. Sep. 2016  | 1    | ETU Middle Distance Triathlon European Championships | Walchsee             | 03:49:31 | Europameister auf der Halbdistanz mit Sieg im Rahmen der Challenge Walchsee-Kaiserwinkl                              |
| 22. Mai 2016  | 1    | ITA Middle Distance Triathlon National Championships | Lovere               | 04:01:56 | Staatsmeister auf der Mitteldistanz                                                                                  |
| 8. Mai 2016   | 1    | Challenge Rimini                                     | Rimini               | 04:09:41 | |
| 19. Apr. 2016 | 2    | Cannes International Triathlon                       | Cannes               | 03:32:56 | Zweiter hinter dem Franzosen Etienne Diemunsch                                                                       |
| 23. Aug. 2015 | 1    | Challenge Walchsee-Kaiserwinkl                       | Walchsee             | 03:49:40 | |
| 21. Juni 2015 | 5    | Challenge Heilbronn                                  | Heilbronn            | 04:02:07 | auf der Mitteldistanz bei der Erstaustragung                                                                         |
| 24. Mai 2015  | 2    | ETU Middle Distance Triathlon European Championships | Rimini               | 04:07:23 | Vize-Europameister über die Mitteldistanz im Rahmen der Challenge Rimini                                             |
| 19. Apr. 2015 | 1    | Cannes International Triathlon                       | Cannes               | 03:46:33 | Sieger auf der Mitteldistanz (2 km Schwimmen, 80 km Radfahren und 16 km Laufen) vor Jan Frodeno und Sebastian Kienle |
| 18. Okt. 2014 | 1    | ETU Middle Distance Triathlon European Championships | Peguera              | 04:07:38 | Europameister auf der Mitteldistanz im Rahmen der Challenge Paguera-Mallorca                                         |
| 31. Aug. 2014 | 1    | Challenge Walchsee-Kaiserwinkl                       | Walchsee             | 03:51:34 | [ 4 ] |
| 22. Juni 2014 | 1    | ITA Middle Distance Triathlon National Championships | Barberino di Mugello | 03:56:39 | Staatsmeister Mitteldistanz                                                                                          |
| 13. Apr. 2014 | 2    | Cannes International Triathlon                       | Cannes               | 03:37:15 | Zweiter hinter dem Franzosen Hervé Faure (2 km Schwimmen, 80 km Radfahren und 16 km Laufen)                          |

| Datum/Jahr    | Rang | Wettbewerb                                      | Austragungsort    | Zeit     | Bemerkung                                                                  |
| ------------- | ---- | ----------------------------------------------- | ----------------- | -------- | -------------------------------------------------------------------------- |
| 21. Nov. 2021 | DNF  | Ironman Mexico                                  | Cozumel           | –        |                                                                            |
| 13. Okt. 2018 | 20   | Ironman Hawaii                                  | Hawaii            | 08:21:52 | Ironman World Championships                                                |
| 19. Aug. 2018 | 3    | Ironman Copenhagen                              | Kopenhagen        | 08:05:56 | persönliche Bestzeit und zweitschnellste Zeit eines italienischen Athleten |
| 14. Juli 2018 | 5    | ITU Long Distance Triathlon World Championships | Fyn               | 05:26:10 | Weltmeisterschaft auf der Triathlon-Langdistanz                            |
| 15. Apr. 2018 | 8    | Ironman South Africa                            | Port Elizabeth    | 08:25:29 |                                                                            |
| 14. Okt. 2017 | 28   | Ironman Hawaii                                  | Hawaii            | 08:46:38 |                                                                            |
| 3. Sep. 2017  | 2    | Challenge Walchsee-Kaiserwinkl                  | Walchsee          | 09:09:40 |                                                                            |
| 9. Juli 2017  | 9    | Ironman Germany                                 | Frankfurt am Main | 08:12:53 | persönliche Bestzeit auf der Ironman-Distanz                               |
| 2. Apr. 2017  | 8    | Ironman South Africa                            | Port Elizabeth    | 08:21:08 |                                                                            |

(DNF – Did Not Finish)